# Garnet Clark
Garnet Clark (* 1917 in Washington, D.C.; † 1938 bei Paris) war ein US-amerikanischer Jazz-Pianist. Er spielte mit Django Reinhardt.

## Leben und Wirken
Garnet Clark wurde von Kindesbeinen an als musikalisches Wunderkind verehrt und wirkte bereits mit sechzehn Jahren als professioneller Pianist und auch als Arrangeur im Orchester des Schlagzeugers Tommy Myles. Er kam 1933 nach New York; dort nahm er mit Alex Hill einige Titel auf und spielte in der Band von Charlie Barnet. Benny Carter empfahl ihn an Willie Lewis in Paris, wo er im Jahr 1935 ankam. Direkt nach seiner Ankunft spielte er bei einer Session mit Django Reinhardt und Bill Coleman mit, bei der er als Leader (Garnet Clark's Hot Club Four) fungierte. Am 25. November entstanden die Titel Rosetta, Stardust und The Object of My Affection; es waren die wichtigsten Plattenaufnahmen des jungen Pianisten. Danach entschied er sich für eine Solokarriere, hatte Auftritte in der Schweiz und begleitete die Sängerin Adelaide Hall. Garnet Clark, erst 21 Jahre alt, sollte nur drei Jahre nach der Reinhardt-Session gemütskrank in einem Hospital bei Paris sterben.
Sein Pianospiel verarbeitete Einflüsse von Earl Hines und Fats Waller und steht dem flüssigen und leichten Spiel Teddy Wilsons nahe.

## Auswahldiskographie
- Bill Coleman: Hangin'  Around (Topaz, 1929–1943)
- Django Reinhardt: 1934-1935 (Classics); Django with his American Friends (DRG, Anthologie, ersch. 1998)